# 湖北曲腹蛛
湖北曲腹蛛（学名：Cyrtarachne hubeiensis）为园蛛科曲腹蛛属的动物。在中国大陆，分布于湖北等地。该物种的模式产地在湖北。